# Манфред Мелг
Манфред Мелг (Брунек, 3. јун 1982) је италијански алпски скијаш. Такмичи се углавном у техничким дисциплинама у којима је остварио две победе, обе у слалому, такође у сезони 2007/08. освојио је мали кристални глобус у слалому. На светским првенствима освојио је сребро у слалому 2007. у Ореу и бронзу 2011. у истој дисциплини на Светском првенству у Гармиш-Партенкирхену. Његова сестра Мануела Мелг се такође такмичи у Светском купу у алпском скијању.

## Победе у Светском купу
2 победе (2 у слалому)
| Сезона                   | Датум            | Место               | Трка   |
| ------------------------ | ---------------- | ------------------- | ------ |
| 2007/08. 1 победа (1 СЛ) | 9. март 2008.    | Крањска Гора        | Слалом |
| 2008/09. 1 победа (1 СЛ) | 1. фебруар 2009. | Гармиш-Партенкирхен | Слалом |